# Карелли, Грегорио
Грегорио Карелли (Gregorio Carelli, также известный как Gregorio degli Alberti, Gregorio di Sant'Angelo in Pescheria, его фамилию также пишут как Ceccarello) — католический церковный деятель XII века. На консистории в сентябре 1190 года был провозглашен кардиналом-дьяконом с титулом церкви Сан-Джорджо-ин-Велабро. Участвовал в выборах папы 1191 (Целестин III) и 1198 (Иннокентий III) годов.